# پایپر آلفا

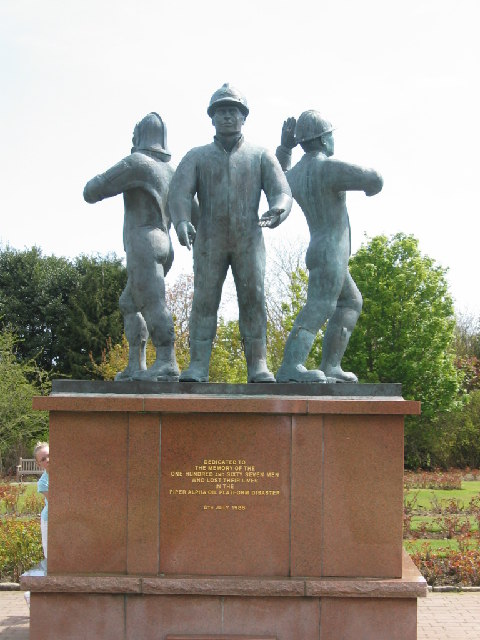
تندیس یادبود حادثه پایپر آلفا در هازلهد پارک ابردین.

پایپر آلفا (به انگلیسی: Piper Alpha)، سکوی نفتی واقع در دریای شمال بود که توسط شرکت اکسیدنتال پترولیوم مورد بهره‌برداری قرار گرفته بود. ساخت این سکو در سال ۱۹۷۶ آغاز شد. در ابتدا از آن به عنوان سکوی نفتی استفاده می‌شد که بعداً به سکوی گازی تغییر داده شد.
در ۶ ژوئیه ۱۹۸۸، یک انفجار و در پی آن آتش گرفتن نفت و گاز، این سکو را منهدم کرده و باعث کشته شدن ۱۶۷ نفر شد که در این حادثه تنها ۶۱ نفر جان سالم به در بردند. دو نفر از خدمه یک کشتی نجات نیز در بین کشته‌شدگان بودند. خسارت کلی این حادثه حدود ۱٬۷ میلیارد پوند (معادل ۳٬۴ میلیارد دلار) بود. در هنگام این حادثه، حدود ده درصد تولید گاز و نفت دریای شمال از بین رفت. این فاجعه، از نظر تعداد کشته‌ها و خسارت صنعتی، بزرگترین حادثه نفتی در دریا بود.